# Setge de València (1812)
El setge de València, del 3 de novembre de 1811 al 9 de gener de 1812, va veure l'exèrcit francès d'Aragó del mariscal Louis Gabriel Suchet assetjar les forces del capità general Joaquín Blake a la ciutat de València, Espanya durant la guerra del francès. Les 20.000 a 30.000 tropes franceses van obligar a 16.000 soldats espanyols a rendir-se a la conclusió del setge, tot i que altres 7.000 espanyols van escapar de la trampa. Suchet va convertir València ràpidament en una base important d'operacions.

## Antecedents

Campanyes franceses

El 8 de juliol de 1811, el mariscal Suchet va rebre la seva batuta, convertint-lo en l'únic general francès designat mariscal de França per obtenir victòries a Espanya. Va obtenir aquest honor específicament per la seva victòria al setge de Tarragona. El port de Tarragona va caure als francesos el 29 de juny de 1811, mentre que un esquadró naval britànic es trobava a peu fora de mar. Suchet va pressionar el setge sense pietat i va perdre 4.300 soldats durant l'operació, però les pèrdues espanyoles van ser molt més importants. La pèrdua del port va implicar la major part de l'Exèrcit de Catalunya i, per tant, va deixar que les forces espanyoles a la zona es van debilitar greument. A finals de 1811 es pot considerar que Catalunya és totalment ocupada pels francesos i amb Catalunya en poder de Napoleó, la campanya es va dirigir a reprendre Terol, que havia caigut en mans dels insurgents durant el setge de Tarragona, i el País Valencià, en què les defenses s'havien establert a la riba del Guadalaviar, Morvedre i la ciutat de València.
L'emperador Napoleó I de França va ordenar al seu recent mariscal captura de València. Durant l'estiu i la tardor de 1811, Suchet es va apoderar de Montserrat, va triomfar sobre el capità general Blake a Benaguasil i va capturar el port d'Orpesa del Mar. El 15 de setembre, 25.000 francesos van envair València i van tornar a derrotar Blake a la batalla de Sagunt el 26 d'octubre, on Suchet va patir una ferida greu a l'espatlla. Reforçat per dues divisions addicionals, els francesos van avançar implacablement.

## El setge
El mariscal Suchet comandava 20.595 homes en cinc divisions d'infanteria sota els generals de divisió Louis François Félix Musnier, Jean Isidore Harispe, Pierre-Joseph Habert, Giuseppe Frederico Palombini i Claude Antoine Compère, a més de cavalleria i artilleria. La 1a divisió de Musnier estava formada pel 114è i el 121è regiments d'Infanteria de línia amb tres batallons cadascun, i el 1r i 2n regiments d'infanteria de la Legió del Vístula amb dos batallons cadascun. La segona divisió d'Harispe incloïa el 7è regiment d'infanteria de línia amb quatre batallons, el 44è regiment d'infanteria de línia amb dos batallons, la tercera legió del Vístula amb dos batallons, i el 116è regiment d'infanteria de línia amb tres batallons. La 3a divisió d'Habert comprenia el 16è i el 117è Regiment d'infanteria de línia amb tres batallons cadascun, i el 15è regiment d'infanteria de línia amb dos batallons. La divisió del Regne napoleònic d'Itàlia de Palombini tenia el 2n regiment d'infanteria lleugera i el 4t i 6è regiments d'infanteria de línia amb tres batallons cadascun, i el 5è regiment d'infanteria de línia amb dos batallons. La dèbil divisió del Regne de Nàpols, de Compère, consistia en el 1r regiment d'infanteria lleugera i el 1r i 2n regiments d'infanteria de línia amb un batalló cadascun. El general de brigada André Joseph Boussart va dirigir la cavalleria de Suchet, incloent el 13è regiment de cuirassers, el 4t d'hússars i els dragons Napoleone italians amb quatre esquadrons cadascun, el 24è regiment de dragons amb dos esquadrons i els caçadors napolitans a cavall d'un esquadró. Una autoritat va afirmar que Suchet tenia 30.000 homes i va afegir la divisió d'infanteria del general Honoré Charles Reille a l'ordre de batalla francesa. Una altra font va donar a Suchet 33.000 soldats i les divisions de Reille i del general de la divisió Filippo Severoli.
Blake disposava de 28.044 soldats per a la defensa de València, organitzats en tres grups, el Cos Expedicionari, el 2n Exèrcit Valencià i el 3r Exèrcit Murcià. El Cos Expedicionari disposava de les divisions d'infanteria dels generals Miguel Lardizabal y Uribe i José Pascual de Zayas y Chacón, més la cavalleria del general Casimiro Loy i dues bateries d'artilleria a cavalls, un total de 6.041 homes. El 2n exèrcit consistia en les divisions d'infanteria dels generals Miranda, José Obispo, Villacampa i Velasco, més la cavalleria del general San Juan. El 2n exèrcit va reunir 16.468 homes, dues bateries d'artilleria de dos peus i un de cavall. Amb 5.535 efectius, el 3r exèrcit comptava amb les brigades dels generals Creagh i Montijo més vuit esquadrons de cavalleria i una bateria d'artilleria de cavalls.

Mapa del Setge de València, que mostra posicions el 26 de desembre de 1811

Blake va desplegar el seu exèrcit encarat al nord amb l'ala dreta a la costa, el centre dret a València, el centre esquerre a Mislata i l'esquerra a Manises. Les divisions d'Obispo i Villacampa, que havien actuat malament a la batalla de Sagunt, van mantenir el flanc esquerre. A la seva dreta hi havia la brigada de Creagh. Les següents divisions de Lardizabal i Zayas eren de bona qualitat. La divisió de Miranda ocupava València, mentre que alguns irregulars mantenien la bretxa entre la ciutat i la costa. Blake va instal·lar la seva cavalleria a Aldaia i Torrent (Horta Oest), darrere del seu flanc esquerre. Tot i que la línia fins a Manises estava fortificada i protegida per canals i séquies, el flanc esquerre quedava desprotegits.
Suchet va saber que el flanc esquerre de Blake era el punt feble i va decidir encerclar-lo amb les divisions de Harispe, Musnier, Reille i Boussart en una àmplia batuda al voltant del flanc espanyol obert, i enviant a Habert per la costa, mentre Palombini atacava Mislata i Compère observava les línies espanyoles. En el millor dels casos, Suchet podria encerclar tot l'exèrcit de Blake. La nit del 25 de desembre, Suchet va dirigir la seva columna principal a través del Túria a Riba-roja de Túria.
Al principi, l'atac d'Habert al flanc dret va enganyar a Blake, que va creure que era el principal esforç de Suche, però després l'atac de Palombini a Mislata va desviar la seva atenció. Malgrat les agressions persistents, els italians no van aconseguir vèncer i van patir grans pèrdues. La columna principal de Suchet va arribar a la part posterior esquerra de Blake pràcticament sense oposar. Quan Harispe s'acostava a Aldaia, va observar la reserva de la cavalleria espanyola. Amb una sola esquadra del quart d'hússars, Boussart va atacar a una força molt superior, i el grapat de genets francesos van ser eliminats, mentre que Boussart va ser tallat i deixat per mort, la seva espasa i les seves decoracions es van perdre. La major part de la cavalleria francesa sota el general de brigada Jacques-Antoine-Adrien Delort va arribar aviat i es va dirigir a les tropes espanyoles, conduint-les més enllà del Xúquer i privant a Blake del suport de cavalleria tan necessari.
El general Nicolás de Mahy, al comandament general del flanc esquerre, es va adonar que les seves tropes corrien el perill de ser encerclades i va ordenar la retirada immediata, i les divisions d'Obispo i Villacampa, així com la brigada de Creagh van escapar cap al sud. Blake va ordenar a Lardizabal i Zayas que es retiressin dins de València. Les veteranes unitats es van retirar del combat i van quedar atrapades a la ciutat. Suchet va encerclar amb el seu exèrcit la ciutat de 100.000 habitants, mancada d'aliments i amb defenses obsoletes, que no estava en condicions de sostenir un setge. La nit del 28 de desembre, Blake va intentar sortir de la ciutat. L'intent va fallar tret d'una punta de llança de 500 soldats que es van escapar. Suchet va perdre poc temps, excavant la primera paral·lela de setge l'1 de gener i prenent les defenses exteriors tres dies després. A mesura que el bombardeig es va intensificar, Blake va capitular i va lliurar València el 9 de gener.

## Conseqüències
Per la pèrdua d'uns 2.000 morts i ferits, el mariscal Suchet va aconseguir capturar 16.270 soldats espanyols, 21 banderes i 374 canons. A més, 4.011 tropes espanyoles van morir en batalla o per malaltia. Tota la cavalleria de Blake, més les unitats d'Obispo, Villacampa i Creagh van evitar la captura, però les millors tropes van esdevenir presoners. Blake va es va comportar malament durant tot el setge i els ciutadans de València el van menysprear pels seus febles esforços. Els francesos van mantenir el general espanyol empresonat al Castell de Vincennes a prop de París fins al 1814. Suchet va cobrar una indemnització de 53 milions de francs lliurats a la ciutat cedida. Boussart va rebre un ascens al general de divisió i moriria per les seves nombroses ferides de batalla l'agost de 1813.
Suchet va continuar avançant cap al sud, capturant el port de Dénia, però amb Napoleó traslladant les tropes d'Espanya per donar suport a la seva propera invasió de Rússia, les operacions aviat es van acabar amb la manca de soldats. Suchet també va caure greument malalt de febre i va estar fora d'acció durant setmanes. Això va permetre recuperar les restes de l'exèrcit de Blake sota Nicolás de Mahy, encalçat per Louis-Pierre Montbrun, que va acabar atacant Alacant. Mentrestant, Napoleó va ennoblir el seu victoriós mariscal amb el títol de duc d'Albufera. El 20 de gener, Severoli va assetjar Peníscola amb la seva divisió de 3.000 homes i sis canons. El port, entre València i Tarragona, era conegut com a "Petit Gibraltar" perquè semblava pràcticament impregnable. Tanmateix, el comandant espanyol Garcia Navarro era pro-francès i va arribar a un acord ràpidament amb Severoli, lliurant el castell el 2 de febrer i lliurant les seves 1.000 tropes.
Arthur Wellesley, vencedor a la batalla dels Arapiles el 22 de juliol de 1812, va fer que el rei Josep Bonaparte abandonés Madrid l'11 d'agost. Com que Suchet tenia una base segura a València, Joseph i el mariscal Jean-Baptiste Jourdan es van retirar allà i es van unir els mariscal Suchet i Nicolas Soult. Junts i els tres mariscals van elaborar un pla per recuperar Madrid i retirar Wellington del centre d'Espanya. La seva contraofensiva posterior va fer que el general britànic aixequés el setge de Burgos i es retirés a Portugal a la tardor de 1812.